# 전립샘

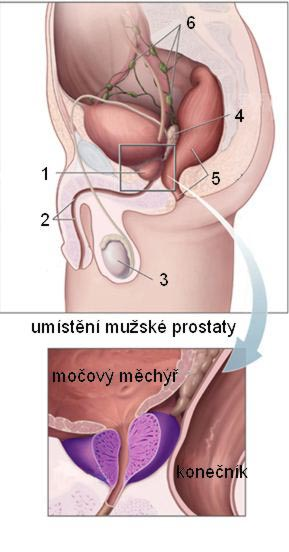
남성의 주요 생식기관 및 비뇨기관
1.전립샘
2.요도
3.고환
4.정낭
5.직장
6.림프절
밑 그림은 전립선의 해부도면

전립샘(前立샘, 영어: Prostate, 문화어: 전위선)은 정액을 이루는 전립샘 특이 항원(유백색 액체)을 분비하는 남성의 생식 기관이다. 전립선(前立腺)이라고도 한다.
전립샘은 종에 따라 해부학적, 화학적, 생리학적인 차이를 보인다. 여성의 스킨샘과 발생학적 상동기관이다.

## 역할
전립샘은 약알칼리성의 유백색 액체를 저장하고 분비한다. 이 액체는 정자와 정낭의 분비액과 함께 정액의 50 ~ 75%를 구성한다. 정액의 알칼리성은 질관의 산성 중화를 도와 정자의 수명을 늘린다. 정액의 알칼리화는 주로 정낭의 분비에 의해 완수된다. 전립샘의 액체는 대부분의 정자와 함께 첫 번째 사정으로 배출된다.
전립샘은 PSA(전립샘 특이 항원)이라는 물질을 주로 분비한다. 이는 정자의 생존을 돕는다. 그런데 이러한 전립샘의 특이 물질이 상식과 다르게, 남성 뿐만 아니라 여성에게도 상동기관에서 분비되는 것으로 밝혀졌다.

## 기타
사정에 의해 배출되는 정액이 전립샘을 지나면서 자극하여 성적 극치감을 부분적으로 느끼게 된다.
여성의 요도해면, 방광바로 아래에 전립샘과 동일한 위치에 있는 스킨샘과 발생학적 기원이 같은 상동기관이다. 따라서 해부학적 위치와, 발생학적 기원이 여성의 것과 동일하여, 서로 같은 신경구조를 하고 있기 때문에, 거기서 발생되는 성적인 감각의 형태도, 개인차는 있겠지만, 거의 유사하다고 볼 수 있다.
여성은 질을 통해서 스킨샘 주위(G-스팟)를 자극할 수 있지만, 남성은 원래 있었던 질이 태아단계에서 퇴화되기 때문에, 항문을 통해서만 물리적인 형태로 가장 근접하여 직접적인 자극할 수 있다. 따라서 해부학적으로 볼때, 남성의 항문을 통해서 전립샘을 자극하는 것은, 여성의 질을 통해서 상동기관인 스킨샘(G-스팟)을 자극하는 것과 자극의 형태와 방식의 면에서 동일하다고 볼 수 있다. 여성또한 질 이외에도 항문의 음부신경과 질-항문간의 간격이 남성보다 가깝기에 동일하게 오르가즘을 느낄 수 있다.
그리고 남성 또한 아닌 경우도 많지만 전립샘 자극으로도 오르가슴이 유발된다. 결론적으로, 여성이 성행위를 통해 체험할 수 있는 유형의 성적 오르가즘을 생물학적으로 다른 성별의 남성도 어느정도 체험할 수 있다는 결말에 도달하게 된다. 남성이 사정시 극치의 쾌감을 체험하는 이유는 정액이 사정순간 전립샘을 지나면서 추가적인 쾌감을 주는 경우가 있기 때문인데, 항문을 통한 전립샘 자극은 사정이라는 국한된 순간만이 아니라, 전립샘을 통한 오르가즘을 느끼는것이 가능한 몸이라면 지속적으로 물리적 형태의 자극을 주는 것을 가능하게 된다. 다만 여성과 달리 남성에게는 특히 주의가 필요하다. 항문자위나 페깅 및 성교를 통한 전립샘의 잦은 인위적 자극은 전립샘에 손상을 줄 우려가 있으며 극단적인 경우 음부신경 압박 증후군을 유발해 성기능을 상실할 우려가 있다.

## 같이 보기
- 전립선염
- 전립선암
- 전립선비대증